# Filippo Picinelli
Filippo Picinelli (Milano, 21 novembre 1604 – Milano, 1678) è stato un prete e teologo italiano.

## Biografia
Conosciamo i dettagli della vita di Picinelli dall'autobiografia da lui stesso inserita nell'Ateneo dei letterati milanesi. Picinelli nasce il 21 novembre 1604, «debol di vigore», ma a dispetto della salute cagionevole, si impegna con autentico interesse negli studi e impara «le buone  lettere nelle scuole Arcimboldie» ossia nelle scuole tenute dai Barnabiti divenendo allievo di Alessandro Rubino, maestro d'umanità, e di Vincenzo Gallo, maestro di retorica.
Picinelli racconta di aver sperimentato nelle accademie, che a Milano catalizzano soprattutto i religiosi dei diversi ordini, ogni genere di testo in verso e in prosa, di aver frequentato un corso di logica presso i Padri Gesuiti, di essere entrato a diciotto anni nei Canonici regolari, di aver studiato filosofia a Cremona e teologia a Piacenza. Dice di sé in terza persona nell'autobiografia: «Terminò gli studij, quando bollivano i fervori della peste; per sottraersi ai quali fu trasferito a Brescia, già risanata»; è a quel punto che il religioso intraprende l'attività di interprete di Sacra Scrittura con la predicazione delle quaresime in diverse città, puntualmente enumerate.
A Tortona strinse rapporti di amicizia con il vescovo Paolo Arese, esponente di punta dell'omiletica milanese secentesca, che lo incoraggiò a pubblicare le sue opere. In tarda età Picinelli fu eletto priore del monastero di Santa Maria della Passione, di cui in seguito divenne abate. Il conferimento del nobile privilegio d'Abate perpetuo coronò la sua lunga e articolata carriera ecclesiastica. Picinelli morì a Milano nel 1686.

## Opere
Se Cinelli Calvoli si limita a registrare nella sua Biblioteca volante solo alcuni dei primi libri di predicazione, per disporre di una voce enciclopedica sul Picinelli esaustiva, bisogna attendere il Settecento con la bio-bibliografia redatta da Filippo Argelati. Le notizie biografiche del Picinelli sono grosso modo esemplate sul testo dell'Ateneo e coniugate con quelle encomiastiche del Rosino del suo Lycaeum Lateranense; mentre l'elenco delle pubblicazioni, corredate degli indispensabili dati bibliografici, rappresenta senz'altro il documento da cui partire per operazioni di accertamento sull'opera dell'abate e sulla reperibilità delle relative edizioni.
L'opera più nota di Picinelli è senz'altro il libro di emblemi Il Mondo simbolico, vera summa dell'emblematica barocca. Fedele all'insegnamento dalla Lettera ai Romani, Picinelli credeva che il mondo, creazione di Dio, potesse essere letto come un grande libro simbolico. Partendo da questa premessa redasse una vera e propria enciclopedia di emblemi di più di mille pagine, il cui obiettivo era quello di raccogliere tutte le possibili interpretazioni dei simboli per renderle facilmente consultabili. tradotto in latino da Augustinus Erath (Colonia 1687), il Mondo simbolico conobbe un enorme successo europeo e fu fonte di ispirazione per l'opera di autori come Claude-François Ménestrier e Johannes Michael von der Ketten.
- Mondo simbolico, Milano, 1653.
- Lumi riflessi, 1667.

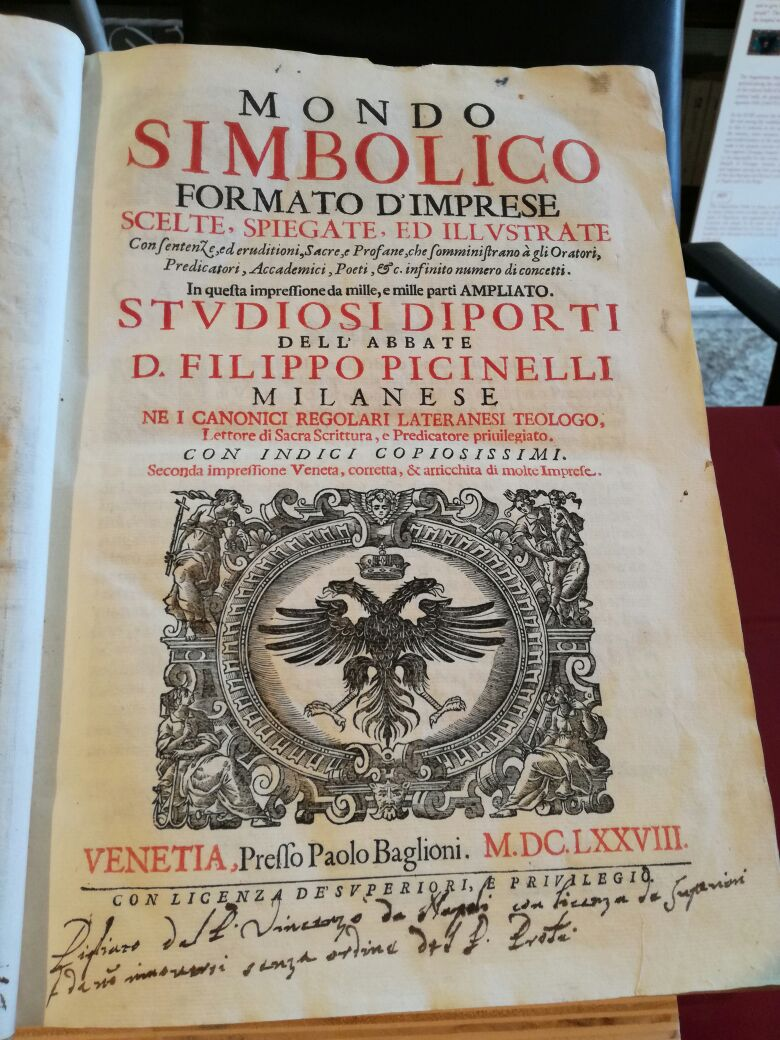
Mondo Simbolico, edizione del 1653, frontespizio (Biblioteca del Liceo Classico Agostino Nifo di Sessa Aurunca)

- Ateneo dei letterati milanesi, Milano, 1670.
- Fatiche apostoliche, Milano, 1672.[3]
- Foeminarum S. Scripturae Elogia, 1694.
- Symbola virginea, 1694.
- Sacrarum religionum, 1696.
- Tributa encomiorum, 1697.
- Labores Apostolici, 1711.